# Амару (комуна)
Амару (рум. Amaru) — комуна у повіті Бузеу в Румунії. До складу комуни входять такі села (дані про населення за 2002 рік):
- Амару (1232 особи) — адміністративний центр комуни
- Дулбану (602 особи)
- Кимпень (260 осіб)
- Лаку-Сіная (306 осіб)
- Лунка (219 осіб)
- Скорцянка (154 особи)

Комуна розташована на відстані 66 км на північний схід від Бухареста, 30 км на південний захід від Бузеу, 125 км на південний захід від Галаца, 111 км на південний схід від Брашова.

## Населення
За даними перепису населення 2002 року у комуні проживали 2773 особи.
Національний склад населення комуни:
| Національність | Кількість осіб | Відсоток |
| -------------- | -------------- | -------- |
| румуни         | 2710           | 97,7%    |
| цигани         | 62             | 2,2%     |
| угорці         | 1              | < 0,1%   |

Рідною мовою назвали:
| Мова      | Кількість осіб | Відсоток |
| --------- | -------------- | -------- |
| румунська | 2772           | > 99,9%  |
| угорська  | 1              | < 0,1%   |

Склад населення комуни за віросповіданням:
| Релігія       | Кількість осіб | Відсоток |
| ------------- | -------------- | -------- |
| православні   | 2724           | 98,2%    |
| адвентисти    | 33             | 1,2%     |
| бретрени      | 4              | 0,1%     |
| лютерани      | 4              | 0,1%     |
| п'ятдесятники | 3              | 0,1%     |
| атеїсти       | 2              | 0,1%     |
| римо-католики | 1              | < 0,1%   |
| реформати     | 1              | < 0,1%   |